# Jacob Jacobsen (forfatter)
 Der er flere personer med dette navn, se Jacob Jacobsen.
Jacob Jacobsen (16. april 1856 i Vejen – 12. januar 1901) var en dansk forfatter og bror til billedhugger Niels Hansen Jacobsen.
Ved Niels Hansen Jacobsens 150-års fødselsdag blev Jacob Jacobsens Tæjelownssjow, der er skrevet på jysk, genudgivet sammen med en gendigtning på rigsdansk.